# Itelmen
L'itelmen, també coneguda com a kamtxadal, és una llengua agrupada dins les llengües paleosiberianes parlada a la península de Kamtxatka. En queden menys de 100 parlants nadius, la majoria ancians, en uns quants assentaments al sud-oest del districte autònom de Koriàkia, mentre la majoria d'itelmens són, actualment, parlants monolingües de rus. No obstant això, hi ha intents de recuperar la llengua i s'ensenya en unes quantes escoles de la regió.

## Classificació
L'itelmen forma una família separada. Emperò alguns lingüistes s'han qüestionat si de fet no té cap mena de connexió amb altres llengües en comptes de tractar-la com una llengua aïllada. Té algunes similituds morfològiques amb el txuktxi i el koriak, que formen part de la família luorawetlan, però també algunes diferències destacables, sobretot en fonologia. Abans de la colonització russa de Kamtxatka hi havia tres dialectes de l'itelmen: el meridional, l'occidental i l'oriental; actualment només se'n conserva l'occidental.

## Història
L'itelmen es parlava, abans de la invasió russa de Kamtxatka, a tota la península i, probablement, al nord de les illes Kuril. Vladimir Atlasov, qui annexionà Kamtxatka a Rússia i hi establí algunes bases militars, calculà, l'any 1697, que hi havia aproximadament uns 20.000 itelmens. L'explorador Stepan Krasheninnikov, qui feu la primera descripció detallada de la cultura i llengua itelmens, identificà tres dialectes i explicà que, no obstant això, tots els itelmens eren capaços d'entendre's els uns als altres.
Des de la conquesta d'Atlasov, els mercaders de pell russos començaren a assentar-se a la regió. Els enfrontaments entre cosacs i itelmens eren freqüents perquè els itelmens aviat se sublevaren contra l'hegemonia russa. Molts itelmen van ser obligats a convertir-se al cristianisme i a principis del segle xix s'obligà als itelmen a adoptar noms russos. El casament entre colons russos i itelmens afavorí l'aparició d'una llengua criolla anomenada kamtxadal, de la qual encara en queden restes al dialecte del rus parlat a Kamtxatka. La similitud per als russos entre l'itelmen i el kamtxadal feu que creguessin que es tractava de la mateixa llengua, la qual cosa fa que encara avui el nom de kamtxadal sigui una denominació alternativa de l'itelmen, tot i que no són el mateix.
Durant l'era soviètica el procés d'assimilació s'intensificà a causa del desplaçament forçós dels itelmens a assentamens russos, on se'ls educà exclusivament en rus. A finals de la dècada de 1930 el rus era l'única llengua a l'escola i amb la qual creixien els nens itelmens.
No obstant això, va ser en aquest període quan l'itelmen s'escriví per primera vegada. L'any 1930 es creà un alfabet basat en el llatí per a totes les llengües del nord de Sibèria i l'any 1932 es creà un alfabet autòcton de 32 lletres per a escriure itelmen. S'escriviren uns quants llibres de text emprant aquests alfabets durant aquest període, però aviat s'abandonaren. L'any 1986 es creà un alfabet basat en el ciríl·lic i que té 32 lletres. Aquest últim alfabet és l'alfabet vigent.

## Situació actual
L'itelmen és una llengua en perill i la majoria dels seus parlants nadius superen els seixanta anys. No obstant això, hi ha un moviment per a recuperar la llengua i s'estan elaborant i perfeccionant materials educatius. Aquest itelmen modern té una forta influència del rus tant en el seu lèxic com en la seva fonologia i gramàtica.

## Fonologia
L'itelmen té un gran inventari fonològic si la comparem amb la resta de llengües paleosiberianes i permet l'existència de grups consonantics complexos, però li manca el sistema d'harmonia vocàlica característic del txuktxi i el koriak.
El lingüísta Volodin feu, l'any 1997, el següent inventari consontàntic, mostrat aquí amb les formes ciríl·liques i de l'AFI: 
|                     | Bilabial | Alveolar | Palatal   | Velar   | Uvular   |  |
| ------------------- | -------- | -------- | --------- | ------- | -------- |  |
| Oclusives sordes    | п /p/    | т /t/    |           | к /k/   | к, /q/   |  |
| Oclusives ejectives | п' /pʼ/  | т' /t'/  |           | к' /k'/ | к,' /q'/ |  |
| Africades sordes    |          |          | ч /tʃ/    |         |          |  |
| Africades ejectives |          |          | ч' /tʃ'/  |         |          |  |
| Fricatvies sordes   | ф /ɸ/    | с /s/    |           | х /x/   | х, /χ/   |  |
| Fricatives sonores  | в /β/    | з /z/    | й /j/     |         |          |  |
| Nasals              | м /m/    | н /n/    | нь /ɲ/    | н, /ŋ/  |          |  |
| Lateral             |          | л /l/    | ль л, /ʎ/ |         |          |  |
| Vibrant             |          | р /r/    |           |         |          |  |

A més d'aquestes consonants, en alguns treballs també s'hi inclou la glotal oclusiva /ʔ/ i d'altres fonemes nasals i laterals glotals com /ʔm/, /ʔn/, i /ʔl/. A més, 's' i 'z' poden dur àpex, la qual cosa fa aquests sons més postalveolars fricatius que no pas alveolars fricatius. Possiblement, també hi ha diferents fonemes labialitzats, però els estudis fets fins ara són insuficients.
En itelmen hi ha cinc vocals: /a/, /e/, /i/, /o/ i /u/, però encara no s'ha aclarit la presència de l'[ə] en itelmen.